# Хэмм, Ройс
Ройс Хэмм (англ. Royce DeWayne Hamm Jr., род. 17 марта 1999, Хьюстон, Техас) — американский баскетболист, выступающий на позиции центрового. Родился 17 марта 1999 года в Хьюстоне, штат Техас, США.

## Карьера
Хэмм выступал четыре года за команду Техасского университета Texas Longhorns, которая играет в чемпионате NCAA. После этого ещё год Ройс выступал за команду Университета Невады UNLV Runnin' Rebels.
Ройс Хэмм начал профессиональную карьеру в 2022 году, когда подписал контракт с бельгийским клубом «Антверп Джайентс».  
После переезда в Бельгию и старта профессиональной карьеры форвард сыграл 8 матчей в Кубке ФИБА-Европа, в среднем набирая 12,3 очка и делая 4 подбора за игру. В чемпионате Бельгии Хэмм также провел 8 матчей, его средняя статистика: 10,9 очка и 5,3 подбора.
После «Антверп Джайентс» Ройс Хэмм выступал за санкт-петербургский «Зенит», казахстанскую «Астану», пуэрто-риканский «Леонес Понсе» и пермскую «Парму».
Во время выступлений за «Парму» получил приглашение на Матч всех звёзд Единой лиги ВТБ.
После сезона 2024/24 перешел из «Пармы» в краснодарский «Локомотив-Кубань».